# Amaury Sport Organisation
Pour les articles homonymes, voir Amaury et ASO.
Amaury Sport Organisation (ASO) est un organisateur d'événements sportifs français gérant notamment le Tour de France, Liège-Bastogne-Liège, Paris-Roubaix, Paris-Nice, le Rallye Dakar, le Championnat du monde de rallye-raid, le Marathon de Paris, l'Open de France et le Roc d'Azur.
ASO fait partie du groupe de presse Amaury qui possède le quotidien sportif L'Équipe.

## Histoire

### Origines: du journalisme au sport
L’histoire d’ASO est intimement liée à celle de la presse sportive française. Le Tour de France, crée en 1903 par le quotidien sportif L'Auto est suspendu en 1940, et l'entrée en guerre de la France.  À la libération, en raison de la collaboration de certains de ses dirigeants avec l'ennemi, le journal est interdit et ses biens sont mis sous séquestre. Son patron, Jacques Goddet, qui avait refusé d'organiser le Tour pendant la guerre, malgré la pression des Allemands, est autorisé par les autorités en 1946, à relancer un quotidien sportif, L'Équipe.
En 1947, l’État français autorise Le Parisien libéré, fondé par Émilien Amaury à la Libération, et L'Équipe, à relancer le Tour de France. 
En mai 1965, L'Équipe est racheté par les Éditions Amaury, qui devient alors l'unique propriétaire de la course.

### Création d'ASO
ASO est créée en septembre 1991. Elle comprend alors la Société du Tour de France, organisatrice du Tour de France, qui devient la branche cyclisme, et TSO (Thierry Sabine Organisation) organisatrice du rallye le Dakar. Cette structuration permet au groupe Amaury de professionnaliser et d’étendre ses activités sportives.

### Développement et diversification
En 1998, ASO prend en main l'organisation du Marathon de Paris, créé par le Stade français en 1976.
En 2002, ASO rachète le Paris-Nice cycliste.
En 2003, ASO prend en main l'organisation de l'Open de France de golf, créé en 1906.
En 2004, en association avec la Fédération française d'équitation, ASO organise la première édition des Rencontres internationales des disciplines équestres.
En 2008, ASO rachète 49 % du capital d'Unipublic (organisateur du Tour d'Espagne). En octobre, Patrice Clerc, qui dirigeait ASO depuis 2000, est remplacé par Jean-Étienne Amaury.
En 2008, les Dakar Series sont créés en complément du Rallye Dakar, un mini-championnat annuel de quelques rallye-raids internationaux.
En 2010, ASO rachète le Critérium du Dauphiné libéré au Dauphiné libéré.
En 2011 est créé le 10 km de L'Équipe, course se situant dans les 11e et 12e arrondissements de Paris (devenu Adidas 10 K Paris depuis 2018).
En 2012, ASO rachète le Tour de France à la voile aux Éditions Larivière.
Les revenus d'ASO sont passés de 121 millions à 180 millions d'euros entre 2008 et 2013, 55 % étant assurés par le Tour de France cycliste. La rentabilité du groupe est supérieure à 20 %. Selon Pierre Ballester, à cette époque, ASO « a pris un virage politique et industriel, en privilégiant l’impact financier au détriment de l’éthique d’un sport. Les dirigeants d’ASO ont donné le champ libre à la marchandisation du cyclisme ».
Entre 2013 et 2015, ASO fait l'acquisition de plusieurs marathons : Lyon, Marseille, Reims, Barcelone via une association avec l'entreprise catalane RPM Sports, et enfin le Mont-Saint-Michel.
En 2016, ASO acquiert la société londonienne Human Race, organisatrice au Royaume-Uni d'une trentaine d'épreuves sportives grand public, dont la London Winter Run ou la Dragon Ride (en). ASO fait ainsi son entrée dans le triathlon avec notamment le Windsor Triathlon. Human Race, qui organise également le marathon et semi-marathon de Manchester, se renomme ASO UK en décembre 2024.

Logo jusqu'au 16 décembre 2024.
Logo à partir du 16 décembre 2024.

## Événements organisés

### Athlétisme
- Marathon de Paris
- Semi-marathon de Paris
- Adidas 10K Paris (anciennement 10 km L'Équipe)
- Run in Lyon (10 km, semi-marathon et marathon)

Via ASO UK (ex-Human Race)
- Marathon de Manchester (en)
- Semi-marathon de Manchester
- 10K LDNX[15]

En association avec RPM Sports
- Marathon de Barcelone
- Semi-marathon de Barcelone

Anciennement
- Run in Marseille (2014-2019)
- Run in Mont-Saint-Michel (2015-2019)
- Run in Reims (2015-2022)

### Cyclisme
Compétitions masculines
- Tour de France
- Paris-Roubaix
- Paris-Nice
- Flèche wallonne
- Liège-Bastogne-Liège
- Grand Prix de Francfort
- Paris-Tours
- Critérium du Dauphiné (à partir de 2010)
- Tour d'Allemagne
- Tour du Qatar (jusqu'en 2016)
- Tour d'Oman
- Critérium international (jusqu'en 2016)
- Tour de Picardie (jusqu'en 2016)
- Tour de l'Avenir
- Tour de Californie (en partenariat à partir de 2009 jusqu'en 2019)
- Tour d'Espagne (en partenariat)
- Tour de Catalogne
- Tour de Pékin (en partenariat)
- World Ports Classic
- Classique des Alpes juniors
- Arctic Race of Norway
- Tour de Yorkshire
- Tour du Languedoc-Roussillon (une seule édition en 2004)
- Tour de Pologne

Compétitions féminines
- Tour de France Femmes
- La course by Le Tour de France (de 2014 à 2021)
- La Vuelta Femenina
- Flèche wallonne féminine
- Liège-Bastogne-Liège féminin
- Paris-Roubaix Femmes
- Tour du Qatar féminin (jusqu'en 2016)

### Vélo tout-terrain
- L'Oxygen Challenge
- Roc d'Azur, depuis l'édition 2011.
- Roc des Alpes, 1re édition en 2013

### Golf
- Open de France
- Grand Prix Schweppes PGA
- Lacoste Ladies Open de France

### Voile
- Tour de France à la voile depuis 2012

### Rallye-raid
- Rallye Dakar
- Championnat du monde de rallye-raid
- Dakar Series (Rallye Merzouga, China Rally, Desafío Ruta 40, Rallye de la Route de la Soie, PAX Rallye, etc.)

### Sports équestres
- Rencontres internationales des disciplines équestres

### Courses d'obstacles
- The Mud Day (différentes éditions à Pays d'Aix, Amnéville, Bretagne, Lyon et Paris)

## Communication
En 2018, le groupe ASO fait pression auprès de Vice France, dont il est partenaire commercial, et obtient le retrait d'un article défavorable au Rallye Dakar.